# Hossein Rahmani Manesh
Hossein Rahmani Manesh (Teherán, Irán, 7 de novombre de 2004) es un actor iraní

## Carrera
Su primera aparición en la serie Charkhooneh

## Libros
- Chica prodigio gimnástica

## Aryan Star
En 2015, Hossein Rahmani Manesh decidió lanzar una colección de estrellas arias. Pudo obtener una buena entrevista con algunos invitados famosos, y esta colección ha existido desde 2015. Mostrar y actualmente participa en las actividades de la colección
|+Lista de participantes en el programa Aryan Star
!Name    
!Talent    
!Location    
!Age
|-
|Amirabbas Rajabian
|Actor
|Bahnemir
|7
|-
|Arat Hosseini
|Acrobatic
|Babol
|4
|-
|Mehdi Taremi
|Deportes
|Bandar Bushehr
|29
|-
|Mehran Ghafourian
|Actor
|Tehran
|46
|-
|}

## Actividades políticas y culturales
Desde 2011 y 2013, el Centro de Formación Integral de la Cultura Iraní
Desde 2015 y 2017, fortaleciendo el aprendizaje y la actuación del estilo científico
Desde 2021, la parte política del camarógrafo del Parlamento iraní